# Hubert de Lagarde
Hubert de Lagarde, né à Marmagne le 1er septembre 1898 et mort à Dora-Ellrich le 25 janvier 1945, est un officier, écrivain et résistant français. Il est l'arrière-petit-fils de Jean-Baptiste Lubin.

## Biographie
Très tôt orphelin de père, Hubert de Lagarde s'engage en 1916 – il a tout juste dix-huit ans. Démobilisé en 1919, il est reçu à Saint-Cyr, où il a pour professeur d'histoire le commandant Charles de Gaulle. Mis en disponibilité de l'armée entre 1924 et 1928, puis réintégré, il démissionne en 1930.
Ce patriote intransigeant écrit dans l'Action française, dans lequel il commentera le livre de Charles de Gaulle sur La France et son armée. Son premier roman, Le Soupçon, publié chez Gallimard en 1934, obtient deux voix au prix Goncourt. Il publie un second roman, L'Aventure, l'année suivante.
En 1938, il est nommé chevalier de la Légion d'honneur, sans doute en reconnaissance des services qu'il n'a cessé de rendre à l'armée depuis 1930 comme officier de renseignement, ou plutôt comme « honorable correspondant ».
En 1939, il publie un violent réquisitoire contre l'Italie fasciste, Procès de l'Italie, s'éloignant par là de la ligne de Maurras qui, au sein de l'Action française, plaidait pour un rapprochement avec le Duce. 

## Actions de résistance
Mobilisé en 1939, régulièrement démobilisé après la défaite, il rejoint dès la fin de 1940 les rangs de la Résistance. En 1942, il fonde le réseau de Résistance Éleuthère rattaché à Libération-Nord, avec pour principaux objectifs l'ordre de bataille, les effectifs et les déplacements des différents éléments de l'armée allemande. À Paris, rue Cambon, Hubert de Lagarde installe un magasin d'antiquités, à l'enseigne « Chez Swan », qui lui sert de couverture pour ses activités. Il développe amplement son réseau, qui finira par couvrir toute la zone occupée avec 12 sous-réseaux comprenant 419 agents. Lagarde est nommé membre du Comité d'action militaire. À la suite de diverses arrestations dans son réseau, en décembre 1943, un tribunal militaire allemand le condamne à mort par contumace. Il refuse pourtant de gagner Londres comme on le lui propose, et intensifie les activités du réseau Éleuthère.
Parmi les faits d'armes de cette organisation, où Lagarde a notamment pour adjoint le commandant André Brouillard, alias Pierre Nord, et pour assistante Solange Ferré de Bourgogne, figurent l'identification puis les informations précises transmises à Londres, qui permirent aux alliés d'organiser un raid aérien de grande ampleur durant la nuit du 4 au 5 mai 1944. Ce raid aboutit à la destruction presque complète de la division blindée Hohenstaufen, regroupée dans la région du camp de Mailly. On dénombra entre 10 000 et 12 000 Allemands tués ou hors de combat, 400 chars détruits ou incendiés, sans compter les camions et véhicules légers.

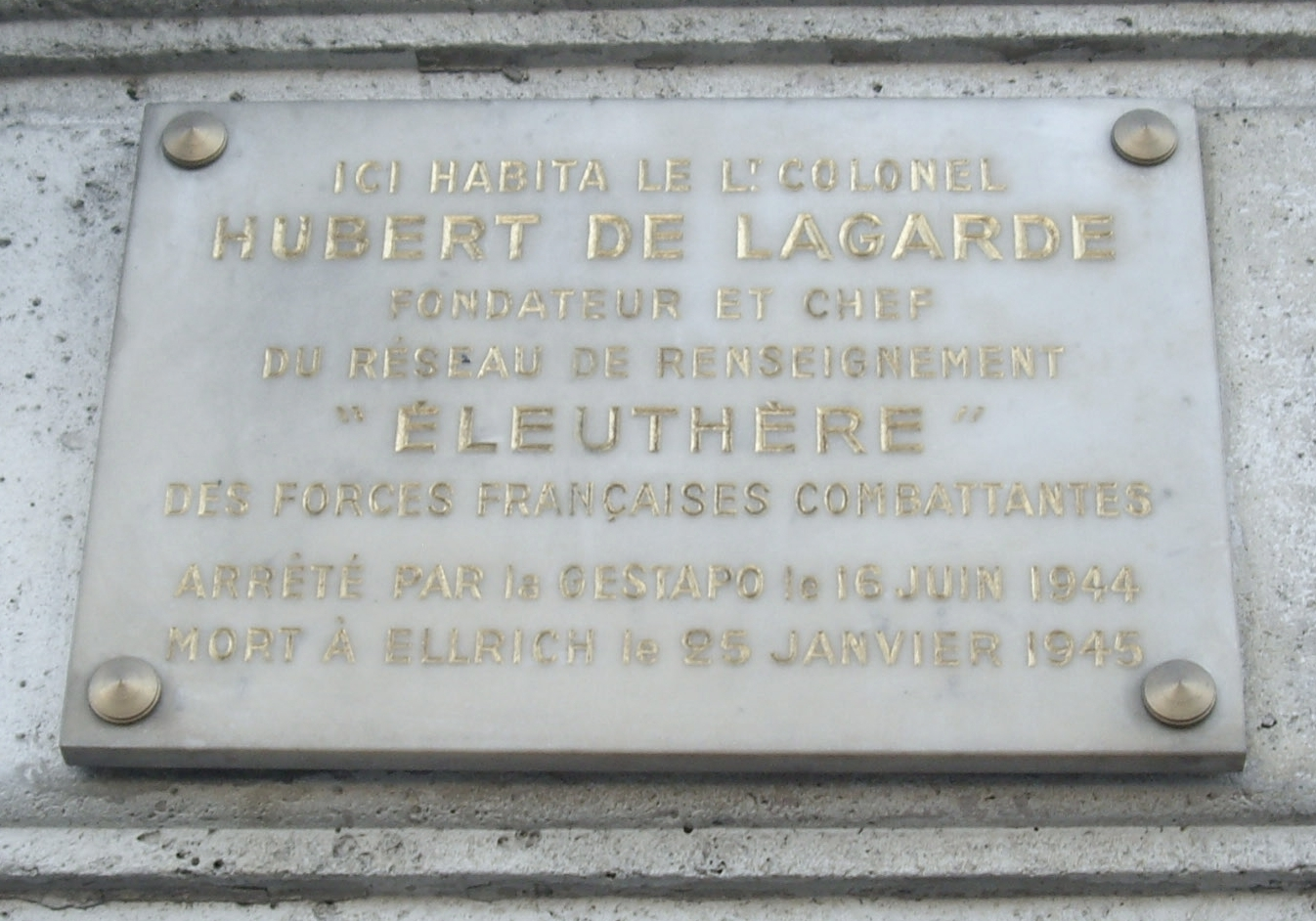
Plaque apposée sur le domicile d'Hubert de Lagarde au n° 7 du quai Voltaire, Paris 7e

À l'approche du débarquement allié en Normandie, Hubert de Lagarde déplore pourtant les bombardements aveugles de différentes villes françaises — Rouen, Tours, Orléans, Lyon et Marseille — où les objectifs stratégiques, notamment les nœuds du système ferroviaire, sont manqués, alors que les populations civiles sont durement atteintes : il s'élève « contre l'imbécillité criminelle de certains bombardements de l'aviation alliée qui exterminent des Français par centaines sans même atteindre des objectifs militaires », n'hésitant pas à qualifier ces opérations de « travail d'ivrognes », menaçant même de ne plus indiquer [aux Alliés] aucun objectif et de ne plus transmettre à Londres le résultat des bombardements.
À la demande du général Koenig, Hubert de Lagarde prend la tête du service de renseignement de Libération Nord, puis de l'état major FFI. Mais la nomination du communiste Alfred Malleret (nom de clandestinité : Joinville) à la tête des FFI l'amène à protester officiellement contre la politisation de la structure, ce qui provoque son éviction de l'état-major FFI. Quelques jours plus tard, le 26 juin 1944, il est arrêté par la Gestapo. Torturé à plusieurs reprises, il est déporté le 15 août 1944 par le convoi des 57000 à Buchenwald, puis à Dora, où il meurt de dysenterie le 25 janvier 1945.
En 2021, une plaque mémorielle a été inaugurée à Marmagne à l'initiative conjointe du service départemental de l'ONACVG, de l'association Agora Défense et de la Municipalité.

## Publications
- Le Soupçon, Paris, Gallimard, 1934
- L'Aventure, Paris, Gallimard, 1935
- Procès de l'Italie, Paris, Tisné, 1939 (ouvrage mis au pilon sur ordre du gouvernement de Vichy)

## Distinctions
- Chevalier de la Légion d'honneur (1938)
- Médaille de la Résistance française avec rosette à titre posthume (24 avril 1946)[8]

## Sources